# Agropsar
Agropsar is een geslacht van zangvogels uit de familie  spreeuwen (Sturnidae).

## Soorten
Het geslacht kent de volgende soorten:
- Agropsar philippensis – Roodwangspreeuw
- Agropsar sturninus – Daurische spreeuw

## Galerij

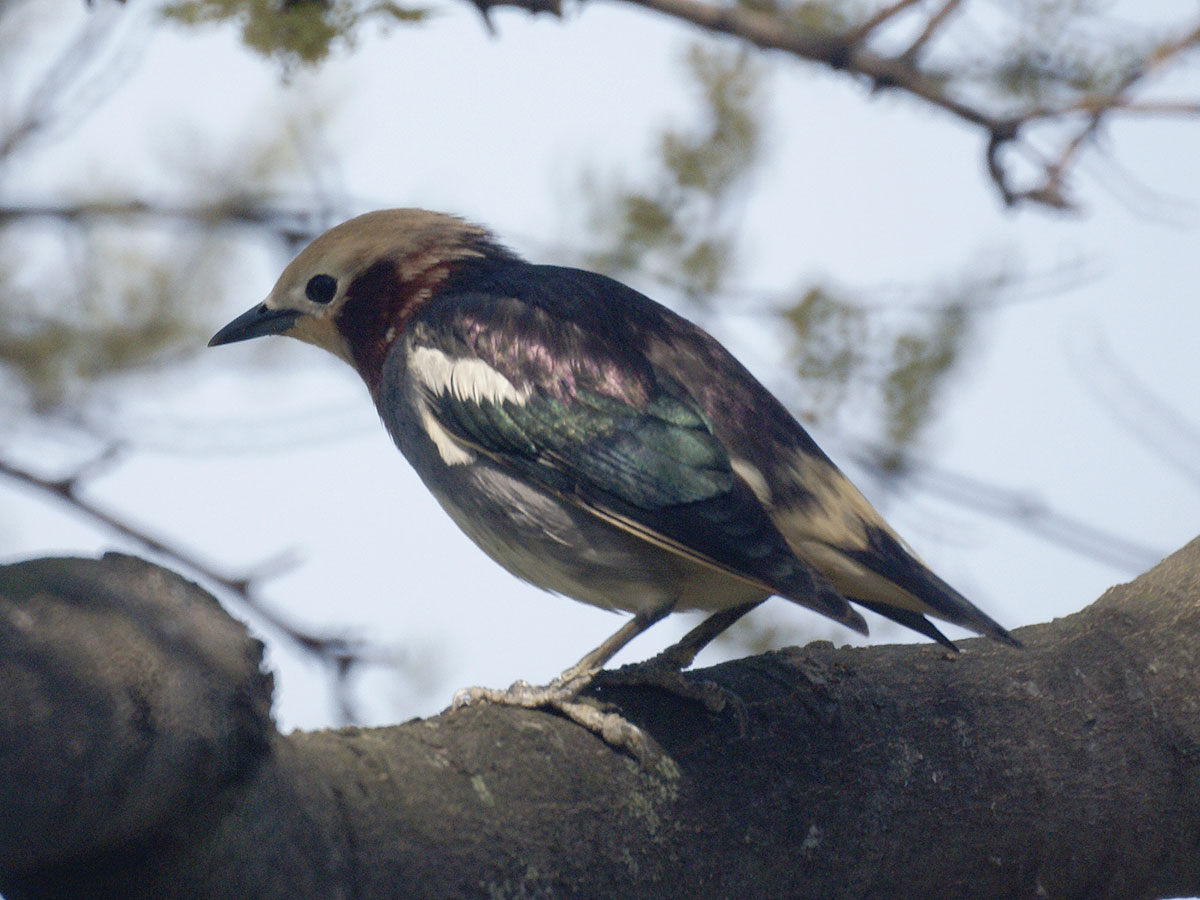
Agropsar philippensis (Roodwangspreeuw)
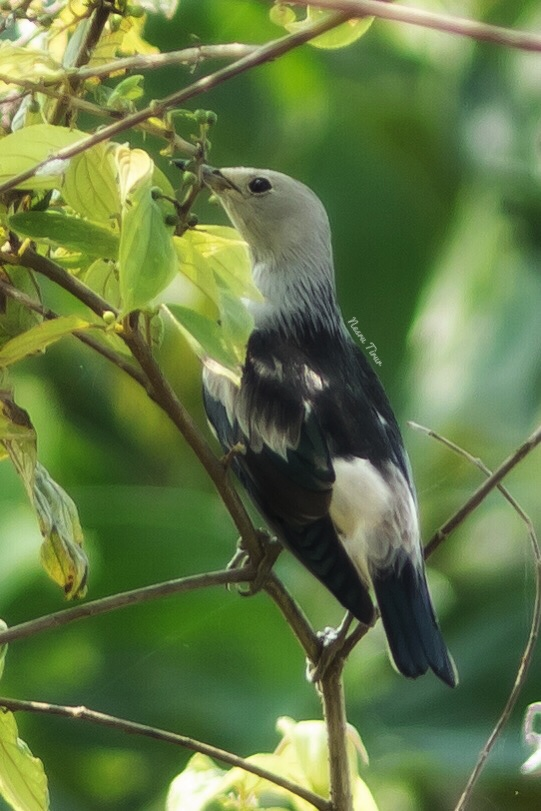
Agropsar sturninus (Daurische spreeuw)